# Диоцез Македония
Диоцез Македония (на латински: Dioecesis Macedoniae; на гръцки: Διοίκησις Μακεδονίας) е диоцез на късната Римска империя, като съставна част от преторианска префектура Илирик с административен център Солун.

## История
Диоцезът е образуван при управлението на Константин Велики (с. 306 – 337), посредством отделяне от диоцез Мизия, който е създаден при административната реформа на Диоклециан.
Диоцезът включва провинциите Македония Прима, Македония Секунда или Macedonia Salutaris (слети в Македония (провинция)), Тесалия, Стар Епир, Нов Епир, Ахая (римска провинция) и Крит.
Диоцез Македония, диоцез Дакия и диоцез Панония съставляват префектура Илирик.
В 379 г. диоцез Панония влиза в състава на преторианската префектура Италия, а столица на префектура Илирик става Солун, вместо Сирмиум.